# В-1
В-1 «Вітязь» — радянський снігоболотохід, створений у 1967 році спеціальним конструкторським бюро Газстроймашина спільно з КБ ЗіЛ. В цьому автомобілі було використано велику кількість вузлів, які широко використовуються на серійних вантажівках і автобусах ЗІЛ.

## Будова автомобіля
При проектуванні такої машини вибір рушія був цілком однозначним — гусениці — лише вони були здатні витримати машину великої маси, забезпечуючи при цьому низький тиск на ґрунт (у В-1 — всього 0,13 кг/см²).
У «Вітязя» замість звичайних гусеничних ланцюгів уздовж кожного борту йдуть дві резино-тросові нескінченні стрічки з сполуками у вигляді штампованих траків з пружинної сталі. У середній частині траки мають вигини, що утворюють разом з стрічками бігову доріжку, по якій котяться опорні котки. Щоб вони не стрибали, з боків доріжки встановлені обмежувачі. Траки є одночасно опорними і провідними елементами гусениць. Самі стрічки дуже міцні — для розриву кожної з них необхідно зусилля не менше 40 тонн. Щоб зменшити знос треків і компенсувати різницю кроку в зачепленні їх з зірочками, зірочки зроблені резинокордними.
Опорні котки унікального снігоболотохіда забезпечені автомобільними шинами розміром 8,25 х 15. Підвіска їх виконана на подвійних балансирах, а пружними елементами служать пневматичні балони, тиск в яких регулюється з кабіни водія. Задній міст по конструкції подібний тракторному. Управління фрикціонами і гальмами має пневмопривод.
Взагалі ж в конструкції всюдихіда широко використані стандартні вузли, що серійно випускалися у той час: двигун, кабіна, рама, коробка передач, карданні вали, конічна пара головної передачі, кузов і гальмові камери — автомобіля ЗІЛ-130; золотники пневмоуправління — автобуса ЗІЛ-127, які служать для повороту машини, бортові фрикціони — від трактора Т-100М, і т. д.

## Випробування
Під час випробувань «Вітязь» показав більш високу прохідність, ніж інші гусеничні всюдихіди, проте був і суттєвий, порівняно з ними недолік — В-1 не міг долати водні перешкоди. Для руху по глибокому снігу або болоту «Вітязь» був чи не ідеальною машиною.